# Eugenia huasteca
Eugenia huasteca es una especie de planta perteneciente a la familia Myrtaceae. Esta especie es dedicada a la región en donde habita la especie.

## Clasificación y descripción
Arbusto de 2 a 4 m de alto, tallo de 2 a 3 cm de diámetro; corteza pardo-rojiza a gris, ligeramente fisurada. Peciolo de 2,5 a 5 mm de largo, por 1 mm de ancho; lámina foliar de color verde oscuro en el haz, verde claro en el envés, de 3 a 7 cm de largo, por 2 a 4,2 cm de ancho, ápice agudo. Inflorescencias axilares, 1 racimo por axila; brácteas caducas, pardo-rojizas de (1,3-)1,8 a 2 mm de largo, por 0,5 a 1 mm de ancho, pilosas, ciliadas, indumento de hasta 0,5 mm de largo. Flores 6 a 8 por inflorescencia, sésiles, botón globoso, de 3 mm de alto, por 2,5 mm de ancho, lóbulos del cáliz en pares subiguales o desiguales; pétalos blancos, glabros excepto por algunos tricomas en el ápice, de 2 a 3,5 mm de largo, por 1,3 a 2,5 mm de ancho, estambres de 30 a 40, ±5 mm de largo, disco redondo, de 1,3 a 2 mm de ancho, híspido en su derredor; estilo glabro, de 6 mm de largo, ovario bilocular, óvulos 10 por lóculo; hipanto en forma de copa, de 0,5 a 1 mm de alto, por 1 a 1,5 mm de ancho, densamente pubescente, indumento hasta 0,8 mm de largo. Fruto globoso, verde a rojo cuando inmaduro, negro al madurar, de 7 a 8 mm de diámetro; pericarpio de paredes delgadas.

## Distribución
Eugenia huasteca se conoce de una sola localidad cercana a Tanchanaquito, al norte del municipio de Jalpan, Querétaro, en las proximidades del límite con San Luis Potosí.

## Ambiente
Habita en zonas de clima cálido subhúmedo con bosque tropical subcaducifolio de Brosimum alicastrum. Crece en elevaciones de 200 a 400 m s. n. m. Se ha encontrado en floración de mayo a julio y en fructificación de julio a septiembre.

## Estado de conservación
Debido a su distribución tan restringida y a lo reducido de su población se considera vulnerable a la extinción.